# Life Bar
Life Bar (en hangul, 인생술집), es un programa surcoreano transmitido desde el 8 de diciembre del 2016 hasta ahora, por medio de la cadena tvN.

## Formato
El programa de entretenimiento es un programa de entrevistas único donde los invitados famosos y los anfitriones muestran abiertamente sus historias de vida con una bebida.

## Reparto

### Presentadores actuales
| Artista       | Ocupación                          | Episodios                   | Duración                     |
| ------------- | ---------------------------------- | --------------------------- | ---------------------------- |
| Shin Dong-yup | Comediante                         | -                           | 2016 - presente              |
| Kim Hee-chul  | Cantante / Miembro de Super Junior | 20-42, 44-50, 52 - presente | 2017 - presente              |
| Kim Jun-hyun  | -                                  | 1 - 29, 52 - presente       | 2016 - 2017, 2018 - presente |
| Jang Do-yeon  | Comediante                         | 52 - presente               | 2018 - presente              |

### Antiguos presentadores
| Artista      | Ocupación                        | Episodios        | Duración    |
| ------------ | -------------------------------- | ---------------- | ----------- |
| Tak Jae-hoon | Cantante / Presentador           | - 19             | 2016 - 2017 |
| Eric Nam     | Cantante / Presentador           | 9 - 19           | 2016- 2017  |
| Kim Root     | -                                | -                | 2016 - 2017 |
| Yoo Se-yoon  | Comediante                       | 30, 32 - 51      | 2017        |
| Yura         | Cantante / Miembro de Girl's Day | 20 - 24, 26 - 51 | 2017        |

### Presentadores invitados
| Artista    | Ocupación                       | Episodio donde apareció | Duración |
| ---------- | ------------------------------- | ----------------------- | -------- |
| Tony An    | Cantante / ex-Miembro de H.O.T. | 51                      | 2017     |
| Yoon So-yi | Actriz                          | 13 - 14                 | 2017     |

### Artistas invitados
El programa ha contado con la participación de varios artistas invitados.
| Nombre          | Ocupación                             | Episodio en el que apareció | Duración   |
| --------------- | ------------------------------------- | --------------------------- | ---------- |
| Jo Jung-suk     | Actor                                 | -                           | 2018       |
| Kim Jae-wook    | Actor                                 | -                           | 2018       |
| Changmin        | Cantante / Miembro de TVXQ            | -                           | 2018       |
| Xiumin          | Cantante / Miembro de EXO             | -                           | 2018       |
| Mark            | Cantante / Miembro de NCT             | -                           | 2018       |
| Lee Soon-jae    | Actor                                 | 88                          | 2018       |
| Uhm Jung-hwa    | Actriz                                | 52                          | 2018       |
| Kim Eana        | Letrista                              | 52                          | 2018       |
| Ock Joo-hyun    | Cantante                              | 51                          | 2017       |
| CL              | Rapera                                | 48                          | 2017       |
| Zion.T          | Cantante                              | 48                          | 2017       |
| Park Jin-young  | Cantante                              | 47                          | 2017       |
| Lee Donghae     | Cantante / Miembro de Super Junior    | 44                          | 2017       |
| Eunhyuk         | Cantante / Miembro de Super Junior    | 44                          | 2017       |
| Shindong        | Cantante / Miembro de Super Junior    | 44                          | 2017       |
| Lee Tae-min     | Cantante / Miembro de SHINee          | 42                          | 2017       |
| Henry Lau       | Cantante / Miembro de Super Junior-M  | 42                          | 2017       |
| Namkoong Min    | Actor                                 | 41                          | 2017       |
| Lee Si-eon      | Actor                                 | 41, 90                      | 2017, 2018 |
| Gong Myung      | Actor / Cantante                      | 40                          | 2017       |
| Choi Si-won     | Cantante / Miembro de Super Junior    | 40                          | 2017       |
| Jung So-min     | Actriz                                | 39                          | 2017       |
| Baek Ji-young   | Cantante                              | 35                          | 2017       |
| Kim Jong-min    | Presentador                           | 32                          | 2017       |
| Jung Yong-hwa   | Cantante / Actor                      | 29                          | 2017       |
| Yoon Park       | Actor                                 | 29                          | 2017       |
| Hong Seok-cheon | Actor                                 | 23                          | 2017       |
| SECHSKIES       | Cantantes                             | 21 - 22                     | 2017       |
| Shin So-yul     | Actriz                                | 20 - 21                     | 2017       |
| Seo Ji-hye      | Actriz                                | 20 - 21                     | 2017       |
| Son Dam-bi      | Cantante                              | 20                          | 2017       |
| Seo Jang-hoon   | Presentador                           | 20                          | 2017       |
| Girl's Day      | Cantantes                             | 19                          | 2017       |
| Kim Nam-gil     | Actor                                 | 18                          | 2017       |
| Im Si-wan       | Cantante / Miembro de ZE:A            | 17                          | 2017       |
| Han Chae-ah     | Actriz                                | 15                          | 2017       |
| Jung Chae-yeon  | Cantante / Miembro de DIA             | 13 - 14                     | 2017       |
| Seo Shin-ae     | Actriz                                | 13 - 14                     | 2017       |
| Cheng Xiao      | Cantante / Miembro de Cosmic Girls    | 13 - 14                     | 2017       |
| Solbin          | Cantante y actriz / Miembro de Laboum | 13 - 14                     | 2017       |
| Oh Ji-ho        | Actor                                 | 12                          | 2017       |
| Kang Ha-neul    | Actor                                 | 11                          | 2017       |
| Han Jae-young   | Actor                                 | 11                          | 2017       |
| Lee Da-hae      | Actriz                                | 5                           | 2017       |
| Hong Yoon-hwa   | Actriz                                | 5                           | 2017       |
| Baek Seung-won  | -                                     | 6                           | 2017       |
| Yoon So-yi      | Actriz                                | 9, 13                       | 2017       |
| Kwon Yul        | Actor                                 | 1                           | 2016       |
| Ha Ji-won       | Actriz                                | 3                           | 2016       |
| Yoo In-young    | Actriz                                | 5                           | 2016       |
| Jung Sun-hee    | Actriz                                | 2                           | 2016       |
| Chong Ha-bong   | -                                     | 3                           | 2016       |
| Lee Yeong-ran   | Actriz                                | 4                           | 2016       |

## Episodios
Los episodios del programa se emiten todos los jueves por la noche a las 12:20 (KST). 
La segunda temporada fue estrenada el 18 de mayo del 2017.

## Premios y nominaciones
| Año  | Categoría | Premio                  | Nominado | Resultado |
| ---- | --------- | ----------------------- | -------- | --------- |
| 2018 | Talk Show | Korea First Brand Award | Life Bar | Ganó      |

## Producción
El programa es distribuido por la tvN.
La clasificación del programa es de una calificación de "19+ rating", convirtiéndolo en un programa calificado con R. Aunque el programa se centra en las entrevistas, contiene escenas de bebida en vivo.